# Vòng loại Giải vô địch bóng đá thế giới 2014 – Khu vực châu Đại Dương
Dưới đây là bài chi tiết về vòng loại giải vô địch bóng đá thế giới 2014 khu vực châu Đại Dương.

## Chi tiết
Ban đầu được dự kiến vào tháng 8 năm 2011 tại Đại hội Thể thao Thái Bình Dương 2011 diễn ra tại Nouméa, Nouvelle-Calédonie, nơi thi đấu bộ môn bóng đá nam của giải đấu đã tăng gấp đôi như giai đoạn đầu tiên của vòng loại World Cup OFC.
Tuy nhiên, trong tháng 6 năm 2011 đã được công bố lại, và Đại hội Thể thao Nam Thái Bình Dương đã không còn là một phần của quá trình thẩm định. Cơ cấu mới thấy bốn đội xếp hạng thấp nhất được thi đấu vòng tròn trong các ngày 22-26 tháng 11 năm 2011 tại Samoa. Các đội bóng hàng đầu ở giải đấu này sau đó sẽ tham gia vào 7 đội khác tại cúp bóng đá châu Đại Dương 2012 tổ chức tại quần đảo Solomon, với bốn vòng bán kết từ giải đấu sẽ tiến vào vòng ba. Giai đoạn này lúc đầu dự kiến được tổ chức tại Fiji vào tháng 8 năm 2012, nhưng vào ngày 14 tháng 3 năm 2012 đã bị tước quyền đăng cai là kết quả của một cuộc tranh chấp pháp lý đang diễn ra liên quan đến Tổng thư ký OFC Nicholas Tai và chính quyền Fiji. Sự tước quyền đăng cai vòng chung kết đã được xác nhận bởi Hiệp hội bóng đá Fiji vào ngày 16 tháng 3.
Ở vòng ba, bao gồm một đội vòng tròn được tổ chức theo thể thức sân nhà-sân khách, được diễn ra từ ngày 7 tháng 9 năm 2012 và 26 tháng 3 năm 2013. Đội thắng cuộc sẽ cạnh tranh tại vòng play-off liên lục địa với đội thứ tư CONCACAF, mà đã được lựa chọn thông qua một trận ngẫu nhiên, chứ không phải được quyết định bởi FIFA trước như trong các giải đấu trước đó (ví dụ như năm 2010 với một đội bóng từ AFC, năm 2006 với một đội bóng từ CONMEBOL).
Một đề nghị sớm để cho phép đội chiến thắng ở vòng loại đến vòng bảng cuối cùng của đại điện AFC đã được gửi bởi Liên đoàn bóng đá New Zealand để FIFA xem xét. Theo đề nghị này, được hỗ trợ bởi OFC, sẽ thay thế play-off liên lục địa đã được sử dụng trong các giải đấu gần đây có trình độ chuyên môn, nhưng không được chấp nhận.

## Hạt giống
Kết quả phân loại hạt giống nhu sau:
| Được vào thẳng vòng 2 (Ranked 1st to 6th + PNG) | Phải tham dự vòng 1 (Ranked 7th to 10th)                                     |
| --- | ---------------------------------------------------------------------------- |
| 1. New Zealand (94) 2. Fiji (156) 3. Nouvelle-Calédonie (164) 4. Vanuatu (169) 5. Quần đảo Solomon (181) 6. Tahiti (182) 7. Papua New Guinea (unranked) | 1. Samoa (189) 2. Tonga (192) 3. Quần đảo Cook (195) 4. Samoa thuộc Mỹ (203) |

## Vòng 1
Dựa trên bảng xếp hạng của FIFA và cân nhắc thể thao khác, vòng đầu tiên với sự tham dự của 4 đội Samoa thuộc Mỹ, Quần đảo Cook, Samoa và Tonga và được thi đấu như một giải đấu vòng tròn duy nhất tại Samoa từ ngày 22 đến ngày 26 tháng 11 năm 2011. Đội thắng trong vòng đấu này tiến đến vòng 2.
| \| Đội- x - t - s \| St \| T \| H \| B \| BT \| BB \| HS \| Đ \| \| -------------- \| -- \| - \| - \| - \| -- \| -- \| -- \| - \| \| Samoa \| 3 \| 2 \| 1 \| 0 \| 5 \| 3 \| +2 \| 7 \| \| Tonga \| 3 \| 1 \| 1 \| 1 \| 4 \| 4 \| 0 \| 4 \| \| Samoa thuộc Mỹ \| 3 \| 1 \| 1 \| 1 \| 3 \| 3 \| 0 \| 4 \| \| Quần đảo Cook \| 3 \| 0 \| 1 \| 2 \| 4 \| 6 \| −2 \| 1 \| |    |   |   |   |    |    |    |   |
| Đội | St | T | H | B | BT | BB | HS | Đ |
| Samoa | 3  | 2 | 1 | 0 | 5  | 3  | +2 | 7 |
| Tonga | 3  | 1 | 1 | 1 | 4  | 4  | 0  | 4 |
| Samoa thuộc Mỹ | 3  | 1 | 1 | 1 | 3  | 3  | 0  | 4 |
| Quần đảo Cook | 3  | 0 | 1 | 2 | 4  | 6  | −2 | 1 |

## Vòng 2
Đội thắng cuộc trong vòng đầu tiên gia nhập 7 đội OFC còn lại tại Cúp bóng đá châu Đại Dương 2012. Bốn vòng bán kết (hai đội đứng đầu mỗi bảng ở vòng bảng) tiến vào vòng thứ ba. Các nhóm đã được rút ra tại vòng loại World Cup sơ bộ tại Marina da Glória ở Rio de Janeiro, Brasil vào ngày 30 Tháng Bảy 2011.
Vòng chung kết được tổ chức tại Quần đảo Solomon từ ngày 1 đến ngày 10 tháng 6 năm 2012. Fiji đã được đăng cai giải đấu này, nhưng bị tước quyền vào ngày 14 tháng 3 năm 2012.

### Phân loại hạt giống
Các đội bóng đã được gieo vào hai nhóm dựa trên bảng xếp hạng FIFA tháng 7 năm 2011- với đội thắng vòng đầu tiên tự động ở nhóm 2. Mỗi nhóm gồm 4 đội.
| Nhóm 1                                            | Nhóm 2                                                |
| ------------------------------------------------- | ----------------------------------------------------- |
| New Zealand · Fiji · Nouvelle-Calédonie · Vanuatu | Quần đảo Solomon · Tahiti · Papua New Guinea · Samoa† |

† Đội thắng cuộc vòng đầu tiên có danh tính không được biết đến tại thời điểm công bố.

### Vòng bảng

#### Bảng A
| Đội                | Tr | T | H | B | BT | BB | HS  | Đ |
| ------------------ | -- | - | - | - | -- | -- | --- | - |
| Tahiti             | 3  | 3 | 0 | 0 | 18 | 5  | +13 | 9 |
| Nouvelle-Calédonie | 3  | 2 | 0 | 1 | 17 | 6  | +11 | 6 |
| Vanuatu            | 3  | 1 | 0 | 2 | 8  | 9  | −1  | 3 |
| Samoa              | 3  | 0 | 0 | 3 | 1  | 24 | −23 | 0 |

#### Bảng B
| Đội              | Tr | T | H | B | BT | BB | HS | Đ |
| ---------------- | -- | - | - | - | -- | -- | -- | - |
| New Zealand      | 3  | 2 | 1 | 0 | 4  | 2  | +2 | 7 |
| Quần đảo Solomon | 3  | 1 | 2 | 0 | 2  | 1  | +1 | 5 |
| Fiji             | 3  | 0 | 2 | 1 | 1  | 2  | −1 | 2 |
| Papua New Guinea | 3  | 0 | 1 | 2 | 2  | 4  | −2 | 1 |

### Vòng đấu loại trực tiếp
Trong khi các kết quả của vòng đấu loại trực tiếp không có ảnh hưởng đến danh tính của đội bóng tiến vào vòng 3 của vòng loại World Cup, những trận đấu vòng này cũng được FIFA xem như một phần của vòng loại (ví dụ như số liệu thống kê về cầu thủ ghi bàn, thẻ phạt áp dụng cho vòng ba).
|  | Bán kết            | Bán kết            |               |   | Chung kết | Chung kết |
|  |                    |                    |               |   |           |           |
|  |                    |                    |               |   |           |           |
|  |                    |                    |               |   |           |           |
|  | Tahiti             | 1                  |               |   |           |           |
|  | Tahiti             | 1                  |               |   |           |           |
|  | Quần đảo Solomon   | 0                  |               |   |           |           |
|  | Quần đảo Solomon   | 0                  | Tahiti        | 1 |           |           |
|  |                    |                    | Tahiti        | 1 |           |           |
|  |                    | Nouvelle-Calédonie | 0             |   |           |           |
|  | New Zealand        | Nouvelle-Calédonie | 0             | 0 |           |           |
|  | New Zealand        |                    |               | 0 |           |           |
|  | Nouvelle-Calédonie | 2                  |               |   |           |           |
|  | Nouvelle-Calédonie | 2                  | Tranh hạng ba |   |           |           |
|  |                    |                    |               |   |           |           |
|  |                    |                    |               |   |           |           |
|  |                    |                    |               |   |           |           |
|  | Quần đảo Solomon   | 3                  |               |   |           |           |
|  | Quần đảo Solomon   | 3                  |               |   |           |           |
|  | New Zealand        | 4                  |               |   |           |           |

## Vòng 3
Bốn đội xuất sắc thi đấu dưới hình thức vòng tròn từ 7 tháng 9 năm 2012 đến ngày 26 tháng 3 năm 2013, với đội đứng đầu bảng tiến vào liên lục địa play-off.
Lưu ý - không giống như các thông báo trước đó - điều này có nghĩa là đội đứng đầu bảng đến liên lục địa play-off có thể khác hẳn từ đội vô địch Cúp bóng đá châu Đại Dương, và đại diện cho OFC tại Cúp liên đoàn các châu lục 2013.
Lễ bốc thăm lịch thi đấu đã được tiến hành tại trụ sở OFC ở Auckland, New Zealand vào ngày 26 tháng 6 năm 2012. Các trận đấu được diễn ra trong khoảng thời gian từ ngày 7 tháng 9 năm 2012 đến 26 tháng 3 năm 2013.
Bản mẫu:Vòng loại giải vô địch bóng đá thế giới 2014 khu vực châu Đại Dương (vòng 3)
| Quần đảo Solomon          | 2–0      | Tahiti |
| ------------------------- | -------- | ------ |
| Fa'arodo 17' · Teleda 60' | Chi tiết |        |

| Nouvelle-Calédonie | 0–2      | New Zealand           |
| ------------------ | -------- | --------------------- |
|                    | Chi tiết | Smeltz 11' · Wood 39' |

| New Zealand                                                                     | 6–1      | Quần đảo Solomon |
| ------------------------------------------------------------------------------- | -------- | ---------------- |
| Smeltz 12' · Barbarouses 25' · Killen 53' · Lochhead 69' · Wood 80' · Rojas 83' | Chi tiết | Fa'arodo 51'     |

| Tahiti | 0–4      | Nouvelle-Calédonie                                 |
| ------ | -------- | -------------------------------------------------- |
|        | Chi tiết | Samin 59' (l.n.) · Kaï 60' · Gope-Fenepej 63', 90' |

| Quần đảo Solomon      | 2–6      | Nouvelle-Calédonie                                                         |
| --------------------- | -------- | -------------------------------------------------------------------------- |
| Tanito 33' · Nawo 59' | Chi tiết | R. Kayara 8' · Gope-Fenepej 45', 81', 90+1' · Faisi 77' (l.n.) · Haeko 89' |

| Tahiti | 0–2      | New Zealand              |
| ------ | -------- | ------------------------ |
|        | Chi tiết | Smeltz 24' · Sigmund 82' |

| New Zealand                       | 3–0      | Tahiti |
| --------------------------------- | -------- | ------ |
| McGlinchey 2', 90+3' · Killen 89' | Chi tiết |        |

| Nouvelle-Calédonie                                            | 5–0      | Quần đảo Solomon |
| ------------------------------------------------------------- | -------- | ---------------- |
| Gope-Fenepej 4' · R. Kayara 8' · Kabeu 30' · Lolohea 42', 87' | Chi tiết |                  |

| New Zealand              | 2–1      | Nouvelle-Calédonie |
| ------------------------ | -------- | ------------------ |
| Killen 10' · Smith 90+3' | Chi tiết | Lolohea 56'        |

| Tahiti                      | 2–0      | Quần đảo Solomon |
| --------------------------- | -------- | ---------------- |
| Bourebare 25' · Hyanine 78' | Chi tiết |                  |

| Quần đảo Solomon | 0–2      | New Zealand   |
| ---------------- | -------- | ------------- |
|                  | Chi tiết | Payne 3', 88' |

| Nouvelle-Calédonie | 1–0      | Tahiti |
| ------------------ | -------- | ------ |
| Lolohea 86'        | Chi tiết |        |

## Play-off liên lục địa
Đội thắng cuộc của giải đấu trình độ OFC, New Zealand, sẽ đối đầu với đội xếp thứ tư của CONCACAF, Mexico, theo thể thức sân nhà-sân khách. Mexico, đội thắng cuộc trong trận play-off, chính thức giành quyền tham dự World Cup 2014.
Trận lượt đi diễn ra vào ngày 13 tháng 11 năm 2013, và trận lượt về diễn ra vào ngày 20 tháng 11 năm 2013.
| Đội 1  | TTS | Đội 2       | Lượt đi | Lượt về |
| ------ | --- | ----------- | ------- | ------- |
| México | 9–3 | New Zealand | 5–1     | 4–2     |

## Danh sách cầu thủ ghi bàn
| #  | Cầu thủ              | Quốc gia           | Tổng số bàn thắng | Ghi bàn ở vòng đấu | Ghi bàn ở vòng đấu | Ghi bàn ở vòng đấu | Ghi bàn ở vòng đấu |
| #  | Cầu thủ              | Quốc gia           | Tổng số bàn thắng | R1                 | ONC                | R3                 | PO                 |
| -- | -------------------- | ------------------ | ----------------- | ------------------ | ------------------ | ------------------ | ------------------ |
| 1  | Georges Gope-Fenepej | Nouvelle-Calédonie | 8                 | —                  | 2                  | 6                  | X                  |
| 2  | Jacques Haeko        | Nouvelle-Calédonie | 7                 | —                  | 6                  | 1                  | X                  |
| 2  | Chris Wood           | New Zealand        | 7                 | —                  | 5                  | 2                  | X                  |
| 4  | Bertrand Kaï         | Nouvelle-Calédonie | 5                 | —                  | 4                  | 1                  | X                  |
| 4  | Shane Smeltz         | New Zealand        | 5                 | —                  | 2                  | 3                  | X                  |
| 4  | Lorenzo Tehau        | Tahiti             | 5                 | —                  | 5                  | 0                  | X                  |
| 7  | Roy Kayara           | Nouvelle-Calédonie | 4                 | —                  | 2                  | 2                  | X                  |
| 7  | César Lolohea        | Nouvelle-Calédonie | 4                 | —                  | 0                  | 4                  | X                  |
| 7  | Alvin Tehau          | Tahiti             | 4                 | —                  | 4                  | 0                  | X                  |
| 7  | Jonathan Tehau       | Tahiti             | 4                 | —                  | 4                  | 0                  | X                  |
| 7  | Benjamin Totori      | Quần đảo Solomon   | 4                 | —                  | 4                  | 0                  | X                  |
| 12 | Chris Killen         | New Zealand        | 3                 | —                  | 0                  | 3                  | X                  |
| 12 | Robert Tasso         | Vanuatu            | 3                 | —                  | 3                  | 0                  | X                  |
| 14 | Campbell Best        | Quần đảo Cook      | 2                 | 2                  | X                  | X                  | X                  |
| 14 | Nicolas Vallar       | Tahiti             | 2                 | —                  | 2                  | X                  | X                  |
| 14 | Steevy Chong Hue     | Tahiti             | 2                 | —                  | 2                  | 0                  | X                  |
| 14 | Henry Fa'arodo       | Quần đảo Solomon   | 2                 | —                  | 0                  | 2                  | X                  |
| 14 | Luki Gosche          | Samoa              | 2                 | 2                  | 0                  | X                  | X                  |
| 14 | Iamel Kabeu          | Nouvelle-Calédonie | 2                 | —                  | 0                  | 2                  | X                  |
| 14 | Shalom Luani         | Samoa thuộc Mỹ     | 2                 | 2                  | X                  | X                  | X                  |
| 14 | Silao Malo           | Samoa              | 2                 | 1                  | 1                  | X                  | X                  |
| 14 | Michael McGlinchey   | New Zealand        | 2                 | —                  | 0                  | 2                  | X                  |
| 14 | Jean Nako Naprapol   | Vanuatu            | 2                 | —                  | 2                  | X                  | X                  |
| 14 | Tim Payne            | New Zealand        | 2                 | —                  | 0                  | 2                  | X                  |
| 14 | Tommy Smith          | New Zealand        | 2                 | —                  | 1                  | 1                  | X                  |
| 14 | Chris James          | New Zealand        | 2                 | —                  | 0                  | 0                  | 2                  |
| 14 | Teaonui Tehau        | Tahiti             | 2                 | —                  | 2                  | 0                  | X                  |
| 14 | Himson Teleda        | Tahiti             | 2                 | —                  | 1                  | 1                  | X                  |

Ký hiệu:

— - Dừng cuộc chơi

X - Bị loại
1 bàn
| Samoa thuộc Mỹ - Ramin Ott Quần đảo Cook - Grover Harmon Fiji - Maciu Dunadamu Nouvelle-Calédonie - Marius Bako - Kalaje Gnipate - Judikael Ixoée - Dick Kauma | New Zealand - Kosta Barbarouses - Tony Lochhead - Marco Rojas - Rory Fallon Papua New Guinea - Neil Hans - Kema Jack Samoa - Albert Bell - Shaun Easthope Quần đảo Solomon - Joses Nawo - Tutizama Tanito | Tahiti - Heimano Bourebare - Roihau Degage Tonga - Unaloto Feao - Kinitoni Falatau - Timote Maamaaloa - Lokoua Taufahema Vanuatu - Brian Kaltack - Derek Malas - Freddy Vava |

phản lưới nhà
- Tala Luvu (trận gặp Quần đảo Cook)
- Tome Faisi (trận gặp Nouvelle-Calédonie)
- Xavier Samin (trận gặp Nouvelle-Calédonie)